# NRP Afonso Cerqueira (F488)
O ex- NRP "Afonso Cerqueira" (F488) foi uma corveta, classe "Baptista de Andrade", da Marinha Portuguesa. Desta classe ainda se encontra no ativo o NRP João Roby.
Com base em Lisboa, teve como função desempenhar missões de vigilância e de salvamento nos Açores, Madeira e na Zona Económica Exclusiva. Tal como desempenhou exercícios de treino nacionais tal como internacionais com outras forças navais.
A antiga corveta Afonso Cerqueira entrou ao serviço da Marinha em 28 de junho de 1975. A vida operacional do navio terminou em 11 de março de 2015 com o arriar dos símbolos nacionais.
O navio foi afundado no dia 4 de Setembro de 2018, a sul do Cabo Girão,ao largo da ilha da Madeira, onde o antigo NRP Afonso Cerqueira irá cumprir a sua derradeira missão, criando um recife artificial e proporcionando um habitat a inúmeras especies marinhas que serão a sua última guarnição.

## Armamento e equipamento
- 1 peça de 100mm Creusot-Loire
- 2 peças Boffors de 40mm/70
- 1 radar de navegação KH5000 Nucleus
- 1 radar de navegação Kelvin Hughes 1007
- 1 girobússola Arma Brown

## História
- A 2014-02-11 foi noticiado que a Marinha previa abater durante 2014 dois navios: o NRP João Coutinho e o NRP Afonso Cerqueira, na sequência da entrega do NRP Viana do Castelo e NRP Figueira da Foz.[1]

## Galeria

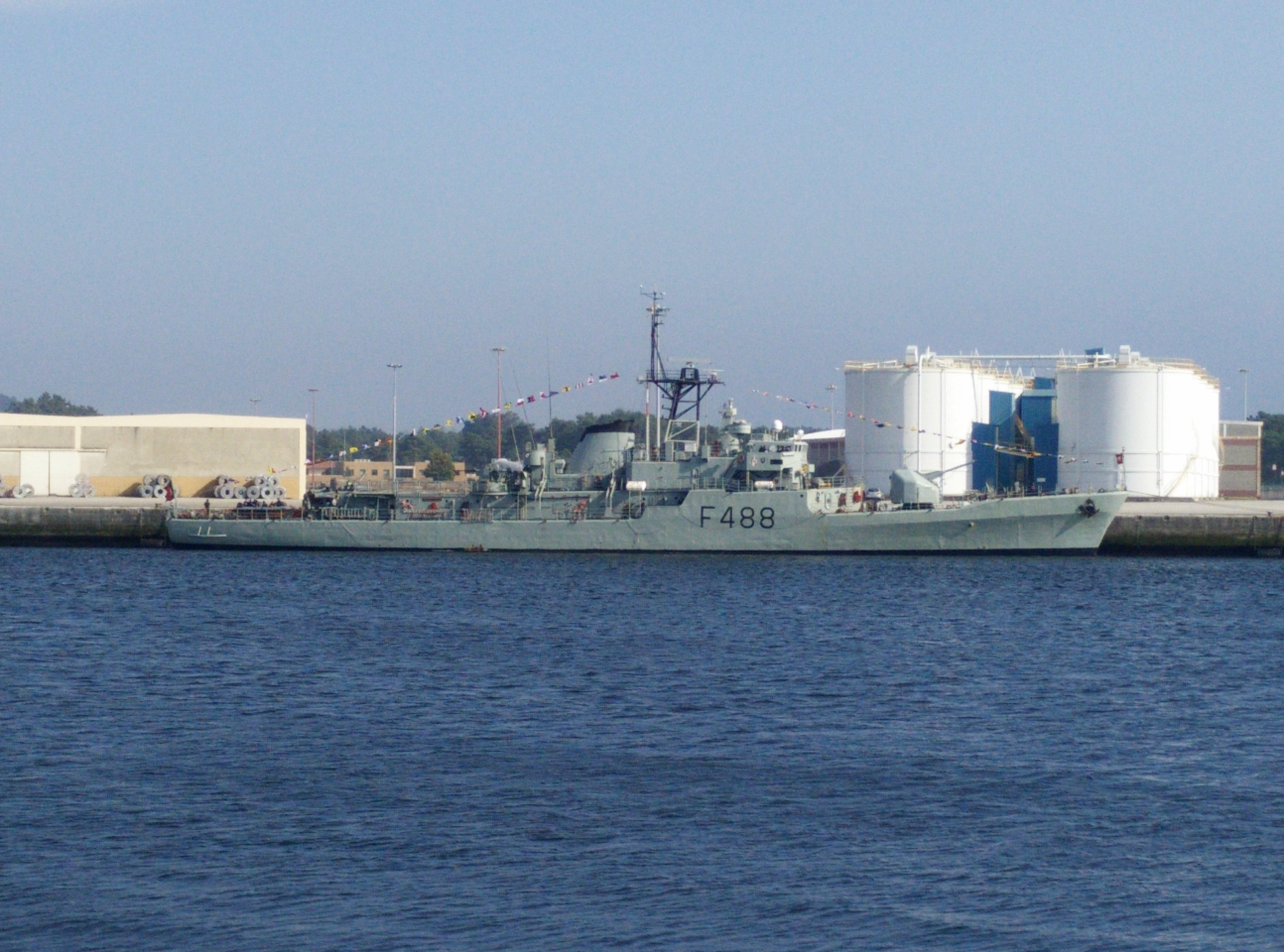
O NRP Afonso Cerqueira.